# Horváth István (fizikus)
Horváth István (Debrecen, 1963. augusztus 4. –) fizikus, csillagász, az MTA doktora, a Nemzeti Közszolgálati Egyetem tanszékvezető egyetemi tanára.

## Életpályája
1982-1983-ben az ELTE Természettudományi Karra járt fizikus szakra, 1983-1985-ben filozófia, matematika, csillagászat szakra, 1985-1989 között fizikus-csillagászat szakra járt. 1989-1994 között az MTA Központi Fizikai Kutatóintézet Részecske és Magfizikai Kutatóintézetének doktorandusza. 1994-1996 között tudományos munkatárs, 1996-1997-ben a New York Állami Egyetemen és a Pennsylvaniai Állami Egyetemen dolgozik. 1997-1998-ban a Puszani Nemzeti Egyetem oktatója, 1998–tól a Zrínyi Miklós Nemzetvédelmi Egyetem Bolyai János Katonai Műszaki Karán főiskolai tanár. 2002-ben a NASA-nal NATO-ösztöndíjas.

## Tudományos pályafutása
A KFKI RMKI-ban doktorált Lukács Béla vezetésével, az általános relativitáselmélet Einstein-egyenleteinek egzakt megoldásai témában.
Paál Györggyel és Lukács Bélával több kozmológiai cikket publikált, többek között a világegyetem nem-triviális topológiai szerkezetéről.
1995-ben meghívást kapott a Stony Brook-i és a Penn State egyetemekre. Két és fél évig tanított és kutatott külföldön (Pennsylvania State University, Pusan State University, Goddard Űrközpont). 1998-tól a Bolyai János Katonai Műszaki Főiskola majd jogutódja, a Zrínyi Miklós Nemzetvédelmi Egyetem docense. 2011-től a jogutód Nemzeti Közszolgálati Egyetem egyetemi tanára.
Jelenlegi[pontosabban?] fő kutatási területei a kozmológia, ezen belül a gamma-kitörések.
2025-ben megkapta a Magyar Érdemrend tisztikeresztje kitüntetést.

## Könyvek, publikációk
179 tudományos közlemény, 3 könyvfejezet.

## Külső hivatkozások
- A Nemzeti Közszolgálati Egyetem Természettudományi Tanszékének oldala
- Horváth Istvánnak a HIXen közölt relativitáselméleti előadásai[halott link]
- A 2011 évi Fizikai Nobel-díjról a CsKI-ban tartott előadása a galileoweben
- Magyar csillagászok évekkel előzték meg a 2011. évi fizikai Nobel-díjasokat
- Gamma-kitörések mutatják a Világegyetem legnagyobb szerkezetét
- Gamma-kitörések előadás
- Kozmológiai felfedezés